# Областни управители на правителството на Сергей Станишев
Областни управители в България на правителството на Сергей Станишев от 1 септември 2005 г. до 12 август и 19 август 2009 г.

## Областни управители от 2005
- Владимир Цветанов Димитров – област Благоевград
- Любомир Пенчев Пантелеев – област Бургас
- Петър Георгиев Кандиларов – област Варна
- Гергана Антонова Трифонова – област Велико Търново
- Кръсто Петров Спасов – област Видин
- Антонио Илиев Георгиев – област Враца
- Цветан Маринов Нанов – област Габрово
- Динчер Мехмедов Хаджиев – област Добрич
- Ангел Делчев Коджаманов – област Кърджали
- Любомир Кирилов Дермански – област Кюстендил
- Сурай Мустафа Велиева – област Ловеч
- Тодор Петков Върбанов – област Монтана
- Ангел Петров Чолаков – област Пазарджик
- Иван Райчев Димитров – област Перник
- Цветко Петров Цветков – област Плевен
- Тодор Динчов Петков – област Пловдив
- Наско Борисов Анастасов – област Разград
- Мария Трифонова Димова – област Русе
- Светлана Вескова Великова – област Силистра
- Христина Янева Костадинова-Чолакова – област Сливен
- Петър Момчилов Фиданов – област Смолян
- Тодор Иванов Модев – област София
- Емил Кирилов Иванов – Софийска област
- Мария Нейкова Кънева – област Стара Загора
- Петър Иванов Карагеоргиев – област Търговище
- Райна Господинова Йовчева – област Хасково
- Красимир Благоев Костов – област Шумен
- Васил Петров Петров – област Ямбол

## Промени от 2006
- Тошко Аспарухов Никифоров – областен управител на област Велико Търново
- Йордан Иванов Коев – областен управител на област Ямбол

## Промени от 2008
- Христо Павлов Контров – областен управител на област Варна
- Ердинч Илияз Хаджиев – областен управител на област Добрич
- Георги Данаилов Петърнейчев – областен управител на област Пазарджик
- Свилен Добрев Василев – областен управител на област Търговище
- Тодор Иванов Тодоров – областен управител на област Шумен